# Duraluminium

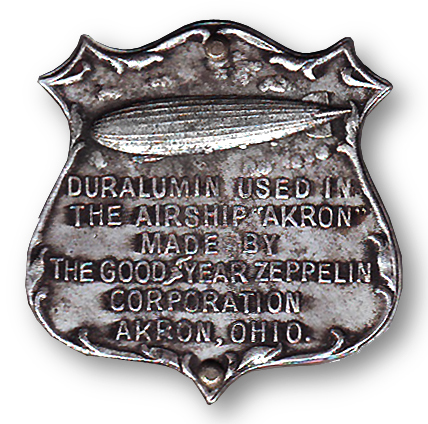
Wyrób z duraluminium

Duraluminium (skrótowo: dural) – ogólna nazwa stopów metali, przeznaczonych do przeróbki plastycznej, zawierających głównie aluminium oraz dodatki stopowe: zwykle miedź (2,0–4,9%), mangan (0,3–1,0%), magnez (0,15–1,8%), często także krzem, żelazo i inne w łącznej ilości ok. 6 do 8%.

## Właściwości
Gęstość duraluminium to ok. {\displaystyle 2800\ \mathrm {\tfrac {kg}{m^{3}}} } (przy 2700 dla czystego glinu). Po poddaniu stopu przesycaniu, a następnie starzeniu (utwardzanie wydzieleniowe), posiada on wysoką wytrzymałość mechaniczną: wytrzymałość doraźna ponad 400 MPa. Najlepsze własności wytrzymałościowe uzyskuje po starzeniu naturalnym.
Durale bezcynkowe: PA6, PA7, PA21, PA23, PA24, PA25.

Dural cynkowy: PA9.
Durale mają niewielką odporność korozyjną. W celu jej poprawienia blachy z durali bezcynkowych plateruje się czystym aluminium lub stopem Al+Zn w przypadku duralu cynkowego.
Odkuwki, pręty, rury i kształtki zabezpiecza się przed korozją innymi metodami.

## Zastosowanie
Zastosowanie: m.in. w lotnictwie do części konstrukcyjnych, skateboardingu w konstrukcji trucków; niegdyś także do ram naziemnych pojazdów sportowych itp. Istnieje także dural cynkowy, który ma większą zawartość cynku 5–7% oraz miedzi, magnezu i manganu.

## Historia
Duraluminium zostało wynalezione przez przypadek. W 1909 roku, pod kierunkiem Alfreda Wilma, były prowadzone badania nad nowymi materiałami. Pracowano nad materiałem mającym zastąpić w produkcji łusek bardzo drogi mosiądz. Podczas badań stopu aluminium z miedzią jednemu z laborantów przytrafiło się w domu nieszczęście. Pozostawił badaną płytkę i przez kilka dni nie pojawiał się w laboratorium. Po powrocie dokończył badania i uzyskał bardzo dobre wyniki. Te kilka dni przerwy dało czas na zajście samoczynnego procesu starzenia naturalnego. Próbka „młodego” (nie zestarzałego) duraluminium byłaby miękka i nie zwróciłaby większej uwagi laboranta. Wynalazek poczyniono w miejscowości Düren w Niemczech, skąd pochodzi nazwa duraluminium (według innych źródeł od łacińskiego słowa „durus” – twardy). Podobnymi stopami, jednak o gorszych właściwościach wytrzymałościowych, są hydronalium  i magnal.
- korozja międzykrystaliczna